# セ・ネドラ
セ・ネドラ（Ce'Nedra）は、デイヴィッド・エディングスのファンタジー小説『ベルガリアード物語』および『マロリオン物語』に登場する架空の人物。

## 人物概略
リヴァ国王ベルガリオン（Belgarion）の妻にしてリヴァ王国の王妃。リヴァの女王として夫とともにリヴァ王国を共同統治している。《ダリネの書》《ムリンの書》に代表される『光の予言』においては【世界の女王】と呼ばれる。特徴としては、
- 木の精霊ドリュアドの特徴通り、非常に小柄である。
- 燃えるような茜色の髪とエメラルドのような緑色の持ち主。髪はウェーブのかかったロングヘア。
- 王国の王妃の証として、初代王妃ベルダラン（Beldaran）が身に着けていた銀の護符を首飾りにしている。
- 《アルダー谷の木》が彫刻されたその護符を通して他人の会話を聞いたり、ガリオンと意思疎通を行ったりすることができる。
- 彼女専属の騎士がいる。それはミンブル人最強の騎士マンドラレン（Mandorallen）である。

である。夫はベルガリオン、息子はゲラン（Geran）、娘はベルダラン（Beldaran）。義理の祖父は魔術師ベルガラス（Belgarath）、義理の祖母はポレドラ（Poledra）、義理のおばは女魔術師ポルガラ（Polgara）、義理のおじはダーニク（Durnik）。父はトルネドラ帝国（Emperor of Tolnedra）の皇帝ラン・ボルーン23世（Ran Borune XXIII）。母はセ・ヴァンヌ（Ce'Vanne）。
トルネドラの銘家には近親婚の習慣があり、ボルーン家もその例に漏れず、いとこ同士が結婚することが通例であった。ボルーン家はリヴァ王国が出来て間もない頃、ベルガラスの計らいにより、当時の当主の嫡男の妻に、ドリュアドの当時の女王ソリア（Xoria）を迎えた。長い近親婚の結果、ボルーン家に女児が産まれると、その子はドリュアドとなる。よって彼女も娘のベルダランもドリュアドである（男児の場合は、ドリュアド独特の小柄な体型のみ遺伝する）。

## 人間性
皇帝の唯一の子供であり、幼い頃に母親を亡くしたこともあり、温室育ちのわがまま娘になった。その性格の本質は今も変わらない。様々な冒険や【西方の大君主】の妻としての経験が彼女を人間的に成長させたことで、他者へのいたわりやストレートな愛情表現ができるようになった。一方でトルネドラの社会で育ってきたこともあり、駆け引き――とくに言葉を用いた駆け引き――や、夫をはじめとする周囲の人々を自分の思うように『改造』するのが得意である。
『ボルーン家の娘』という肩書きは、わがままな彼女にプライドも付け加えている。父の葬儀のとき、彼女は、「ボルーン家の者は他人の前では涙を見せない」という言葉を口にした。それは、賄賂や根回しなど当たり前、挙げ句の果てに暗殺が横行するトルネドラ帝国の権力争いを見てきた彼女だから口に出来る言葉であり、意識できることなのであろう。

## 『ベルガリアード物語』での活躍
外出を許さない父に反抗し、家庭教師のジーバース（Jeebers）とともにトルネドラからひっそりと出奔する。本当は母方の一族がいるドリュアドの森にかくまってもらうつもりだったのだ。が、ジーバースが逃げ出したおかげで、そのままガリオンの旅の仲間になることになる。ガリオンとはケンカばかりするが、やがて互いの恋心に気づくようになる。
彼女の出奔の理由はただひとつ。ボー・ミンブルの講和条約にある、「リヴァ王はトルネドラ皇女を娶る」という条項であった。彼女はこれに激しく異議を唱えるが、親族に当たるドリュアドの女王ザンサ（Xantha）やポルガラに諭され、しぶしぶ受け入れざるをえなくなる。
ガリオンたちが《アルダーの珠》を奪還するため、クトル・マーゴスへ向かったとき、「非常に危険である」という理由からウルゴランドの地下都市プロルグに残る。彼らが無事生還したとき再び合流し、ガリオンの生まれ育ったセンダリアのファルドー農園を経てリヴァへ向かう。
が、ガリオンがリヴァ王ベルガリオンになったとき、条項の内容を思い出してしまい、必死に結婚を拒む。が、彼への想いに気づいた彼女は婚約を経て、次第にこの事実を受け入れていくようになる。
ガリオンが【神をほふる者】としてトラクとの一騎討ちに旅立った後、対アンガラク人戦争に備えて、甲冑を身につけて馬に乗り、西方大陸の各地を演説して、民の心を動かして生来のカリスマ性を発揮する。この演説の旅で彼女は婚約者ガリオンがたどってきた道を逆からたどり、戦いの最中においては、彼が旅路で出逢った人々や幼い頃の彼の親友たちと逢うことになる。そして、その身の上に哀れみを感じて軍隊に参加させた農奴や、ガリオンの親友の死を知り、戦争の酷さ、己の行動の愚かさを悟ることとなる。
が、戦闘が最大局面を迎えたとき、ミシュラク・アク・タールで、同行していたポルガラやダーニク、エランド（Errand）とともにマロリー皇帝ザカーズ（Zakath）に囚われ、《終わりなき夜の都》クトル・ミシュラクへ連行されてしまう。そして、ポルガラらとともにガリオンとアンガラクの邪神トラク（Torak）の壮絶な死闘と神々が起こした奇跡（＝ダーニクの復活）を見届けた後、リヴァでガリオンと結婚する。

## 『マロリオン物語』での活躍
結婚したものの、リヴァ国内の領土問題が原因で夫ベルガリオンと仲たがいしてしまう。しかし、この危機を知ったポルガラによって夫とよりを戻す。また、ポルガラが不妊の《治療》もほどこしてくれたこともあり、結婚から8年後に愛息ゲラン（Geran）をもうける。
しかし、この間に国内外で様々な事件が発生する。妊娠中に浴室で何者かに暗殺されそうになったり、《リヴァの番人》ブランド（Brand）が何者かに暗殺されたりした。浴室での暗殺未遂事件では、仲の良かった侍女アレル（Arell）を亡くした。
さらに、ゲランも夫の留守中に《闇の子》ザンドラマス（Zandramas）に誘拐されてしまう。突然の出来事にパニックに陥るが、夫ベルガリオンと彼の一族や新しい《リヴァの番人》カイル（Kail）の兄弟の助け、それに加えて、ドラスニアのレオンで出逢ったケルの女予言者シラディス（Cyradis）の幻影が発した言葉により、息子の奪還の旅に出る決意をする。道中、ザンドラマスに意識を操られることが何度かあった。2度目に操られたとき、彼女は無意識のうちに『予言』にあった彼女の使命を果たすこととなる。
一度ザンドラマスが姿を現したとき、彼女は怒りと憎しみにかられ、ダーニクの斧を手にザンドラマスに戦いを挑む。が、彼女は攻撃の手を止めた。ふたりの間に入った【見張り女】ポレドラが、彼女から戦う意志を奪い去ったのだ。
シラディスの言っていた『もはや存在しない場所』で、彼女は息子と再会する。しかし、ゲランはザンドラマスに次なる《闇の子》として選択の場に差し出されてしまう。一方、夫のベルガリオンはエリオンド（Eriond）と名を改めたエランドを次なる《光の子》として選択する。ふたりのどちらかがシラディスの行う『選択』で、トラクの死により不在となった新たなアンガラクの神にして『地上を治める神』を選ぶこと……これが《光と闇の最終対決》であった。その結末を夫とともに見守ったあと、彼女は約2年ぶりに愛息を取り戻す。そして、帰りの船の上で、胎内に新たな命が宿っていることを知る。数ヵ月後、ポレドラに見守られ、長女ベルダランを出産する。

## 『マロリオン物語』以後（＝『魔術師ベルガラス』、『女魔術師ポルガラ』）
すべてが終わった後、義理の『祖父』ベルガラスと義理の『おば』ポルガラに自伝の編纂をせがむ。ベルガラスの場合は夫ガリオンに便乗する形で（＝『魔術師ベルガラス』）、ポルガラの場合は夫とともに冬の《アルダー谷》に出向いて（＝『女魔術師ポルガラ』）頼み込むほどの入れ込みようであった。伝説の魔術師父娘に対する《最終兵器》ポレドラを丸め込んで、それぞれの自伝を書かせることに成功する。
ベルガラスの自伝には穴が多すぎて不満が募ったものの、ポルガラの自伝にはたいそう満足し、息子のゲランに毎夜のごとく読み聞かせていた。同時に彼女自身も読み、深い感銘と、夫には（地位の上で）生涯かなわないという現実をおぼえることとなる。